# Макдональд, Линси
Линси Макдональд (англ. Linsey MacDonald (Tarrel); род. 12 февраля 1964, Данфермлин, Файф) — британская легкоатлетка (бег на короткие дистанции, эстафетный бег), призёр Игр Содружества, бронзовый призёр летних Олимпийских игр 1980 года в Москве.

## Карьера
В 1981 году в Утрехте Макдональд завоевала бронзу первенства Европы среди юниоров в беге на 400 метров (54,24 с).
На Олимпиаде в Москве Макдональд выступала в беге на 400 метров и эстафете 4×400 метров. В первой дисциплине Макдональд заняла 8-е место. Во второй сборная Великобритании, за которую, кроме Макдональд, выступали Мишель Проберт, Джослин Хойт-Смит и Донна Хартли, завоевала бронзовые медали с результатом 3.27,74 с, уступив сборным СССР (3.20,12 с) и ГДР (3.27,74 С).
Линси стала самой молодой британкой, вышедшей в олимпийский спринтерский финал, а также самой молодой британкой, завоевавшей олимпийскую медаль.
В 1982 году на Играх Содружества в Брисбене Макдональд стала бронзовым призёром в эстафете 4×400 метров.